# Gran Premio motociclistico del Belgio 1960
Il Gran Premio motociclistico del Belgio fu il quarto appuntamento del motomondiale 1960.
Si svolse il 3 luglio 1960 sul circuito di Spa-Francorchamps alla presenza di circa 50.000 spettatori. Erano in programma tutte le classi tranne la 350.
Terza vittoria stagionale per John Surtees in 500: l'inglese stabilì i nuovi record sul giro e sulla distanza.
In 250 vittoria a Carlo Ubbiali. Ritirato Tarquinio Provini, caduto a Blanchimont e trasportato in ospedale. Ottimo quinto posto per Alberto Pagani, in sella all'Aermacchi Ala d'Oro con distribuzione ad aste e bilancieri: la moto era alla seconda gara iridata, dopo il debutto di Assen.
La gara della 125 fu caratterizzata dal duello tra MZ e MV Agusta, con la Casa tedesco-orientale che ottenne la vittoria con Ernst Degner e il secondo posto con John Hempleman.
Nei sidecar Florian Camathias condusse la gara per sei degli otto giri, fin quando delle noie al motore lo costrinsero a rallentare e a cedere la vittoria a Helmut Fath.

## Classe 500

### Arrivati al traguardo
| Pos. | Pilota             | Moto      | Tempo        | Punti |
| ---- | ------------------ | --------- | ------------ | ----- |
| 1    | John Surtees       | MV Agusta | 1h 05' 25" 1 | 8     |
| 2    | Remo Venturi       | MV Agusta | +1' 23" 1    | 6     |
| 3    | Bob Brown          | Norton    | +2' 43" 1    | 4     |
| 4    | Mike Hailwood      | Norton    | +2' 59" 4    | 3     |
| 5    | Jim Redman         | Norton    | +3' 41" 3    | 2     |
| 6    | Emilio Mendogni    | MV Agusta | +3' 46" 6    | 1     |
| 7    | John Hempleman     | Norton    | +4' 32" 1    |       |
| 8    | John Hartle        | Norton    | +1 giro      |       |
| 9    | Bert Schneider     | Norton    | +1 giro      |       |
| 10   | Fumio Itō          | BMW       | +1 giro      |       |
| 11   | Peter Pawson       | Norton    | +1 giro      |       |
| 12   | Dickie Dale        | Norton    | +1 giro      |       |
| 13   | Jacques Insermini  | Norton    | +1 giro      |       |
| 14   | Robert Weston      | Norton    | +1 giro      |       |
| 15   | Rudolf Gläser      | Norton    | +1 giro      |       |
| 16   | Hans-Günther Jäger | BMW       | +2 giri      |       |
| 17   | Raymond Bogaerdt   | Norton    | +4 giri      |       |

### Ritirati
| Pilota            | Moto   | Motivo ritiro |
| ----------------- | ------ | ------------- |
| Jack Findlay      | Norton |               |
| Frank Perris      | Norton |               |
| Raymond Hanset    | Norton |               |
| Jean-Pierre Bayle | Norton |               |
| Paddy Driver      | Norton |               |
| Ron Miles         | Norton |               |
| Ladi Richter      | Norton |               |
| Bob Anderson      | Norton |               |
| Alan Trow         | Norton |               |

## Classe 250
16 piloti alla partenza, 10 al traguardo.

### Arrivati al traguardo
| Pos. | Pilota             | Moto      | Tempo     | Punti |
| ---- | ------------------ | --------- | --------- | ----- |
| 1    | Carlo Ubbiali      | MV Agusta | 41' 40" 3 | 8     |
| 2    | Gary Hocking       | MV Agusta | +0" 6     | 6     |
| 3    | Luigi Taveri       | MV Agusta | +30" 6    | 4     |
| 4    | Mike Hailwood      | Ducati    | +2' 02" 5 | 3     |
| 5    | Alberto Pagani     | Aermacchi |           | 2     |
| 6    | Günter Beer        | Adler     |           | 1     |
| 7    | Pierrot Vervroegen | MotoBi    |           |       |
| 8    | Rudi Thalhammer    | NSU       |           |       |
| 9    | Siegfried Lohmann  | Adler     |           |       |
| 10   | Raphaël Orinel     | NSU       |           |       |

## Classe 125
13 piloti alla partenza, 12 al traguardo.

### Arrivati al traguardo
| Pos. | Pilota           | Moto      | Tempo     | Punti |
| ---- | ---------------- | --------- | --------- | ----- |
| 1    | Ernst Degner     | MZ        | 42'       | 8     |
| 2    | John Hempleman   | MZ        | +5" 4     | 6     |
| 3    | Carlo Ubbiali    | MV Agusta | +5" 6     | 4     |
| 4    | Bruno Spaggiari  | MV Agusta | +20" 7    | 3     |
| 5    | Gary Hocking     | MV Agusta | +44" 1    | 2     |
| 6    | Mike Hailwood    | Ducati    |           | 1     |
| 7    | Moto Kitano      | Honda     | +1' 34" 2 |       |
| 8    | Sadao Shimazaki  | Honda     | +1' 56" 4 |       |
| 9    | Jim Redman       | Ducati    | +1' 57"   |       |
| 10   | Bob Brown        | Ducati    | +1' 59"   |       |
| 11   | Alberto Gandossi | MZ        | +2' 03" 7 |       |
| 12   | Giichi Suzuki    | Honda     | +2' 33" 9 |       |

### Ritirati
| Pilota         | Moto      | Motivo ritiro  |
| -------------- | --------- | -------------- |
| Alberto Pagani | MV Agusta | noie al motore |

## Classe sidecar
22 equipaggi alla partenza, 18 al traguardo.

### Arrivati al traguardo
| Pos | Pilota            | Passeggero         | Moto | Tempo     | Punti |
| --- | ----------------- | ------------------ | ---- | --------- | ----- |
| 1   | Helmut Fath       | Alfred Wohlgemuth  | BMW  | 41' 57" 1 | 8     |
| 2   | Fritz Scheidegger | Horst Burkhardt    | BMW  | +22" 3    | 6     |
| 3   | Edgar Strub       | Hilmar Cecco       | BMW  | +2' 05"   | 4     |
| 4   | Jackie Beeton     | Eddie Bulgin       | BMW  | +2' 14" 9 | 3     |
| 5   | Alwin Ritter      | Emil Hörner        | BMW  | +3' 07" 7 | 2     |
| 6   | Jo Rogliardo      | Marcel Godillot    | BMW  | +3' 35" 8 | 1     |
| 7   | Claude Lambert    | Rodolphe Rüfenacht | BMW  | +4' 00" 9 |       |
| 8   | Bill Beevers      | John Chisnell      | BMW  | +4' 02" 6 |       |
| 9   | Otto Kölle        | Dieter Hess        | BMW  | +4' 13" 8 |       |
| 10  | Bošco Šnajder     | Stanko Šajnovic    | BMW  | +5' 12"   |       |